# Wildberries
Wildberries, або Вайлдберріз (рос. Вайлдберриз) — російський інтернет-магазин одягу, взуття, електроніки, дитячих товарів, товарів для дому та іншого. Крім РФ, працює в Білорусі, Казахстані, Киргизстані, Україні (до 2021 р.) та Вірменії. У січні 2020 року компанія почала працювати в Польщі, з травня 2020 — у Словаччині. Компанією керує ТОВ «Вайлдберріз» з офісом у Московській області в РФ.
2019 року став найбільшим fashion-рітейлером Росії. Найбільший інтернет-магазин РФ за підсумками 2016, 2017, 2018 і 2019 років.
За даними компанії, в 2018 році оборот Wildberries виріс на 72 % до 118,7 млрд руб. У 2019 році оборот зріс на 88 % до 223,5 млрд руб.
У 2019 році російський журнал Forbes включив засновника компанії Тетяну Бакальчук в рейтинг підприємців-візіонерів, що побудували бізнес з нуля і змінили життя Росії і світу: «15 бізнесменів, що змінили уявлення про Росію». У лютому того ж року вартість компанії оцінювалася Forbes в 1,2 млрд доларів США (4-е місце в Рунеті).
23 липня 2021 року проти Тетяни Бакальчук та Владислава Бакальчука застосовані українські персональні спеціальні економічні та інші обмежувальні заходи (санкцій), які зокрема забороняють діяльність компанії Wildberries на території країни.[⇨]
На початку червня 2022 року власниця компанії Тетяна Бакальчук анонсувала зміну її назви словом російською мовою. Заява прозвучала на тлі кампанії за русифікацію брендів. 15 серпня 2022 року компанія змінила назву на своєму сайті на «Ягідки» (рос. Ягодки).

## Історія
Магазин засновано 2004 року Владиславом і Тетяною Бакальчук. 2012 року Wildberries вийшов на ринок Білорусі, 2014 року — в Казахстані. 2015 року Wildberries став найпопулярнішим у РФ місцевим інтернет-магазином.
В першому півріччі 2016 року Wildberries вийшов на перше місце з онлайн-продажів серед компаній РФ (інтернет-магазинів і офлайн-мереж), що пов'язували зі зростанням числа власних пунктів самовивозу. Продажі інтернет-магазину за весь 2016 рік оцінювалися в 45,6 млрд рублів.
У вересні 2017 року під Подольськом почалося будівництво нового розподільчого центру компанії, найбільшого в РФ (на 145 тисяч м2).
У 2018 році інтернет-магазин почав продаж продуктів харчування. Тоді ж російський Forbes в черговому рейтингу найдорожчих компаній Рунета знову поставив ТОВ «Вайлдберриз» на четверте місце, оцінивши його статки в $602 млн. У 2019 році Wildberries знову посів четверте місце в рейтингу найдорожчих компаній Рунета, опублікованому на сторінках журналу Forbes. Вартість компанії в 2019 році, за оцінками експертів, становила 1,2 мільярда доларів. Американський журнал Forbes в 2019 році включив засновника компанії Тетяну Бакальчук в рейтинг «10 найбільш помітних нових мільярдерів — 2019». За даними компанії, в 2018 році оборот Wildberries виріс на 72 % до 118,7 млрд руб.
З 1 березня 2019 року Wildberries став ексклюзивним онлайн-продавцем нових колекцій голландського бренду Mexx.

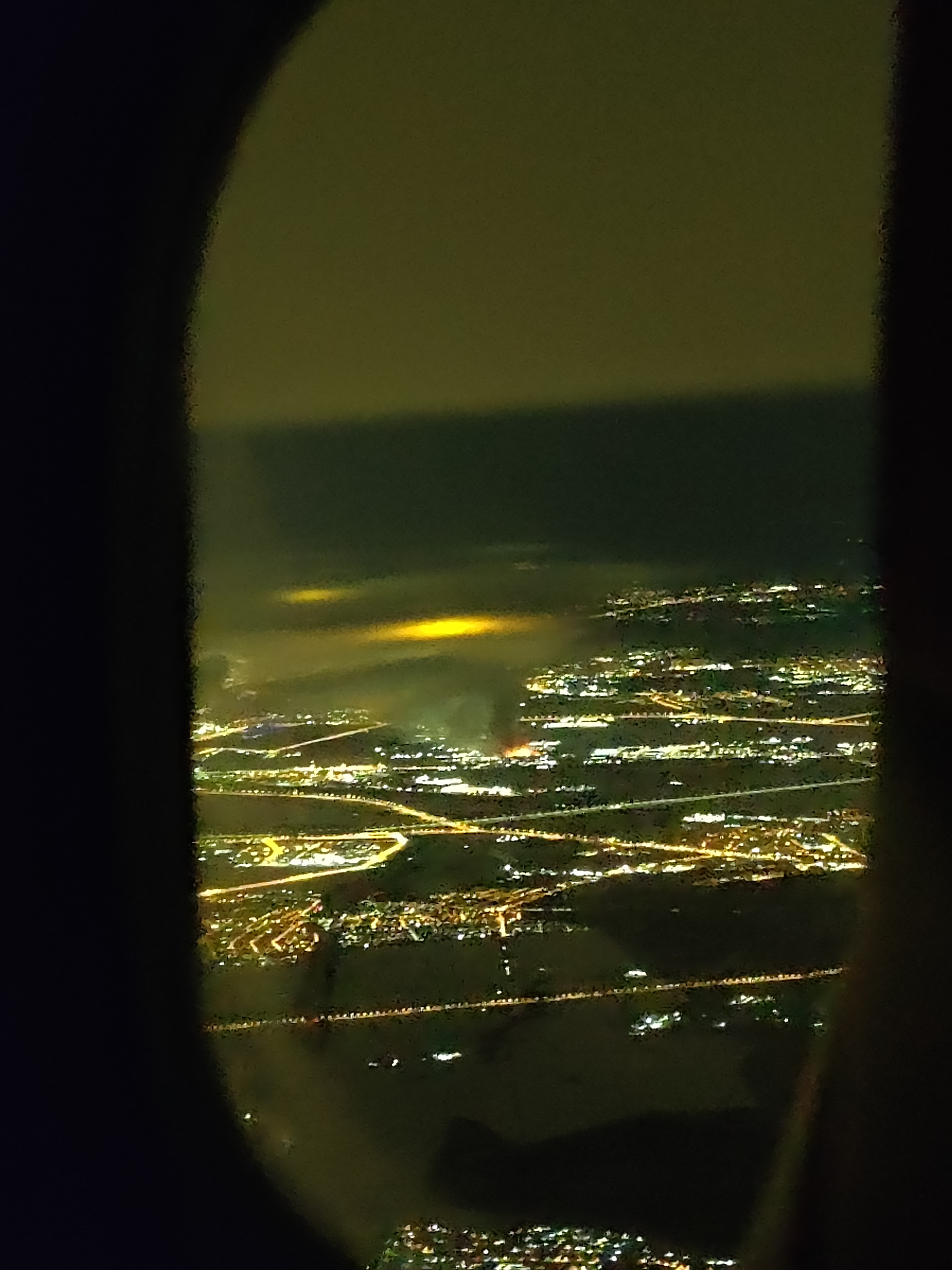
Пожежа 13 січня 2024 року

13 січня 2024 року під Санкт-Петербургом сталася пожежа складу в селі Шушари площею 70 тис м2, компанія втратила 11 млрд. руб. Гасіння тривало 30 годин, склад працював без дозволу на введення в експлуатацію зі сторони Державного будівельного нагляду РФ, його нікуоли відвідувала пожежна інспекція.
18 вересня 2024 року група людей на чолі з Владиславом Бакальчуком здійснила спробу захоплення офісу у Москві. У перестрілці загинуло два охоронці офісу Wildberries, семеро людей отримали поранення.

## Бізнес-модель
Бізнес-модель Wildberries характеризують як онлайн-гіпермаркет, магазин універсального формату або маркетплейс (торговий майданчик з товарами компаній-партнерів). Компанія безпосередньо співпрацює з виробниками одягу та офіційними дистриб'юторами. Вони самостійно формують асортимент своїх товарів в інтернет-магазині та роздрібні ціни, а Wildberries заробляє на комісії за підсумками продажів, при цьому з жовтня 2019 року мінімальна комісія для постачальників становить 15 %. У грудні 2019 року через інтернет-магазин щодня оформлялося 750 тисяч замовлень.
За формою власності компанія приватна, належить засновникам — сім'ї Бакальчук; не залучає інвестиції, а розвиток відбувається за рахунок власних та позикових коштів. Як зазначав Forbes, Wildberries — одна з найбільш закритих компаній на російському інтернет-ринку: засновник і генеральний директор Тетяна Бакальчук не спілкується з пресою і не бере участь у профільних для ринку заходах.
В організаційній структурі немає ради директорів, також невелика кількість керівників відділів і підрозділів: структура управління проста, його стиль описують як демократичний. У компанії працюють 20 тисяч чоловік, з них у головному офісі — близько 500 (менеджери пунктів самовивозу і кур'єри також є співробітниками компанії). Автопарк складається з 150 машин (на березень 2018 року). Доставка по РФ відбувається з власного логістичного центру в Московській області і складів у великих містах.

## В Україні
2014 року Wildberries зареєструвало юридичну особу в Україні, оголосивши про початок роботи в Україні у вересні 2020 року.

### Санкції
23 липня 2021 року було розширено українські санкцій проти Росії у сфері онлайн-крамниць, було введено санкції супроти російської Wildberries на три роки (як проти головної структури Wildberries в Росії, так проти всіх її підрозділів в Україні, Польщі, Вірменії, Білорусі, Киргистані, Казахстані тощо). Незважаючи на санкції, компанія продовжувала діяльність в Україні.
Раніше Україна ввела санкції проти інших російських онлайнових крамниць: у травні 2017 року — супроти «Яндекс. Маркет», у березні 2019 — супроти ozon.ru, litres.ru та labirint.ru. Персональні санкції на три роки введено проти чотирьох керівників Wildberries: Тетяни Бакальчук та Владислава Бакальчука (співзасновники Wildberries), Андрія Ревяшка (директор з розвитку інформаційних технологій Wildberries), Олексія Кузьменка (керівник напрямку «книги» Wildberries).